# Haptophyta
Haptophyta (Хаптофити) или Prymnesiophyta (Примнезиофити) са отдел на водораслите.
Понякога се използва и терминът Haptophyceae. Това окончание предполага класификация на по-ниско ниво (семейство). Въпреки че филогенията на тази група става много по-ясна през последните години, все още има спор върху нивото на таксона, който е най-подходящ.
Хлоропластите са пигментирани, подобно на тези на Heterokonta, но структурата на останалата част на клетката е различна, така че може да се окаже, че те са отделен клон, чиито хлоропласти са получени от подобни ендосимбионти.
Клетките обикновено имат две леко неравностойни камшичета, които са гладки, а също и уникални органели, наречени хапронеми, които наподобяват флагелум, но се различават в подреждането на микротубулите и в употребата им. Името идва от гръцкото hapsis – „докосване“ и nema – „нишки“. Митохондриите имат тубуларни кристи.

## Представители
Най-добре познатите са коколитофорите (Coccolithophores), които имат екзоскелет от варовикови плочки, наречени коколити. Coccolithophores са някои от най-често срещания морски фитопланктон, особено в открития океан и са богати като микрофосили. Други значими планктонни Haptophyta включват Chrysochromulina и Prymnesium, който периодично образуват токсичен морски цъфтеж от водорасли, и Phaeocystis, които могат да образуват при цъфтеж неприятна пяна, която често се натрупва по плажовете. Двата вида молекулярни и морфологични доказателства подкрепят подялбата на Haptophyta в пет разреда.
Haptophyta са тясно свързани с Cryptophyta (Криптофити).